# Сантана (район)
Сантана (порт. Santana) — район (фрегезия) в Португалии, входит в округ Мадейра. Расположен на острове Мадейра. Является составной частью муниципалитета Сантана. Население составляет 3439 человек на 2001 год. Занимает площадь 17,80 км².
Покровителем района считается Санта-Ана-и-Сан-Жоакин (порт. Santa Ana e São Joaquim).